# Langensalzwedel
Langensalzwedel is een dorpje en voormalige gemeente in de Duitse deelstaat Saksen-Anhalt, en maakt deel uit van de gemeente Tangermünde, in de Landkreis Stendal.
Langensalzwedel ligt 5 km ten noordwesten van Tangermünde en grenst zelf in het noordwesten aan het dorpje Bindfelde, een Ortsteil van de stad Stendal.
Het dorpje heeft in de omstreken de koosnaam Dudeldei of Langendudeldei.

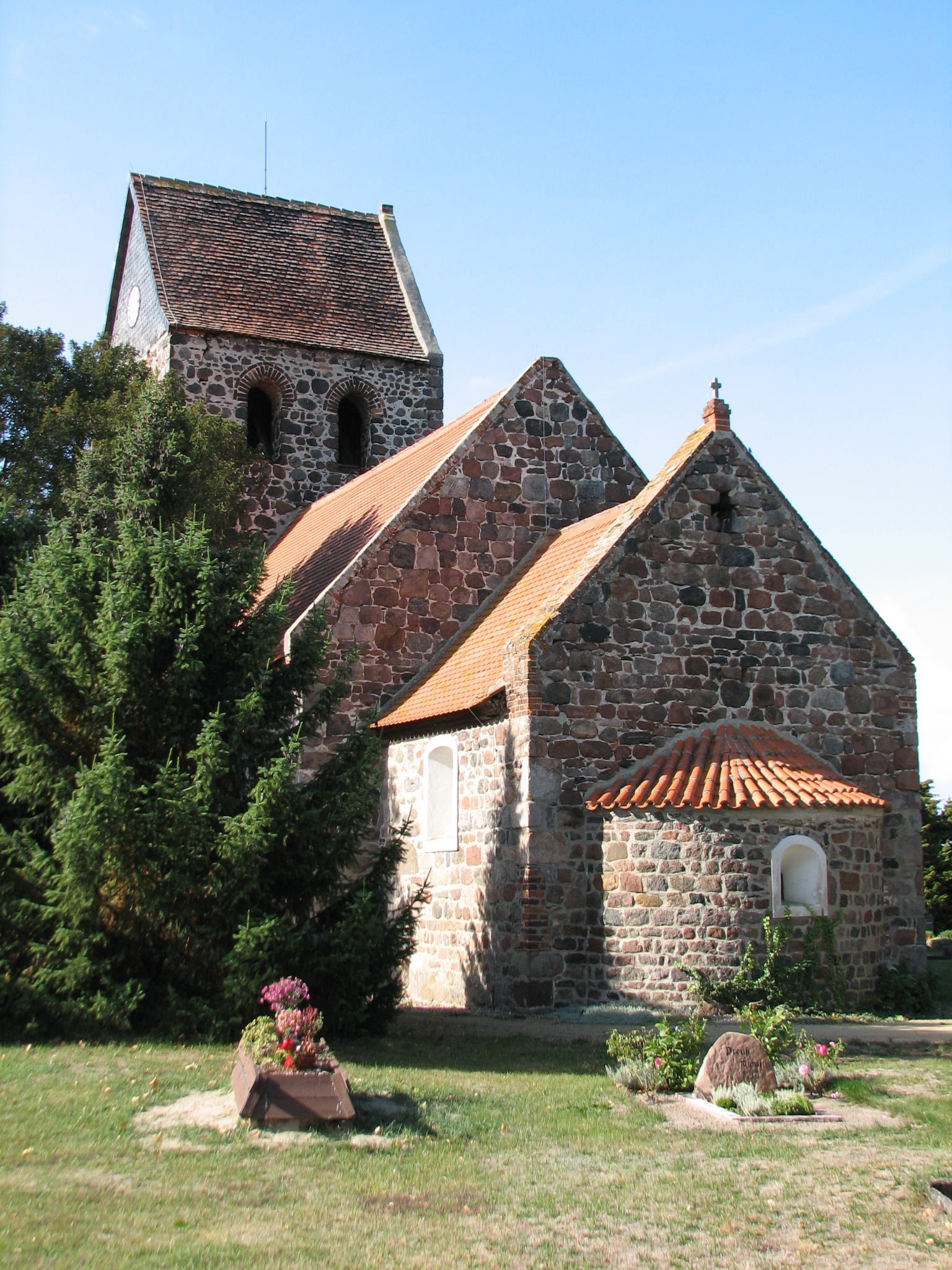
Evang.-lutherse dorpskerk (tweede helft 12e eeuw), Langensalzwedel
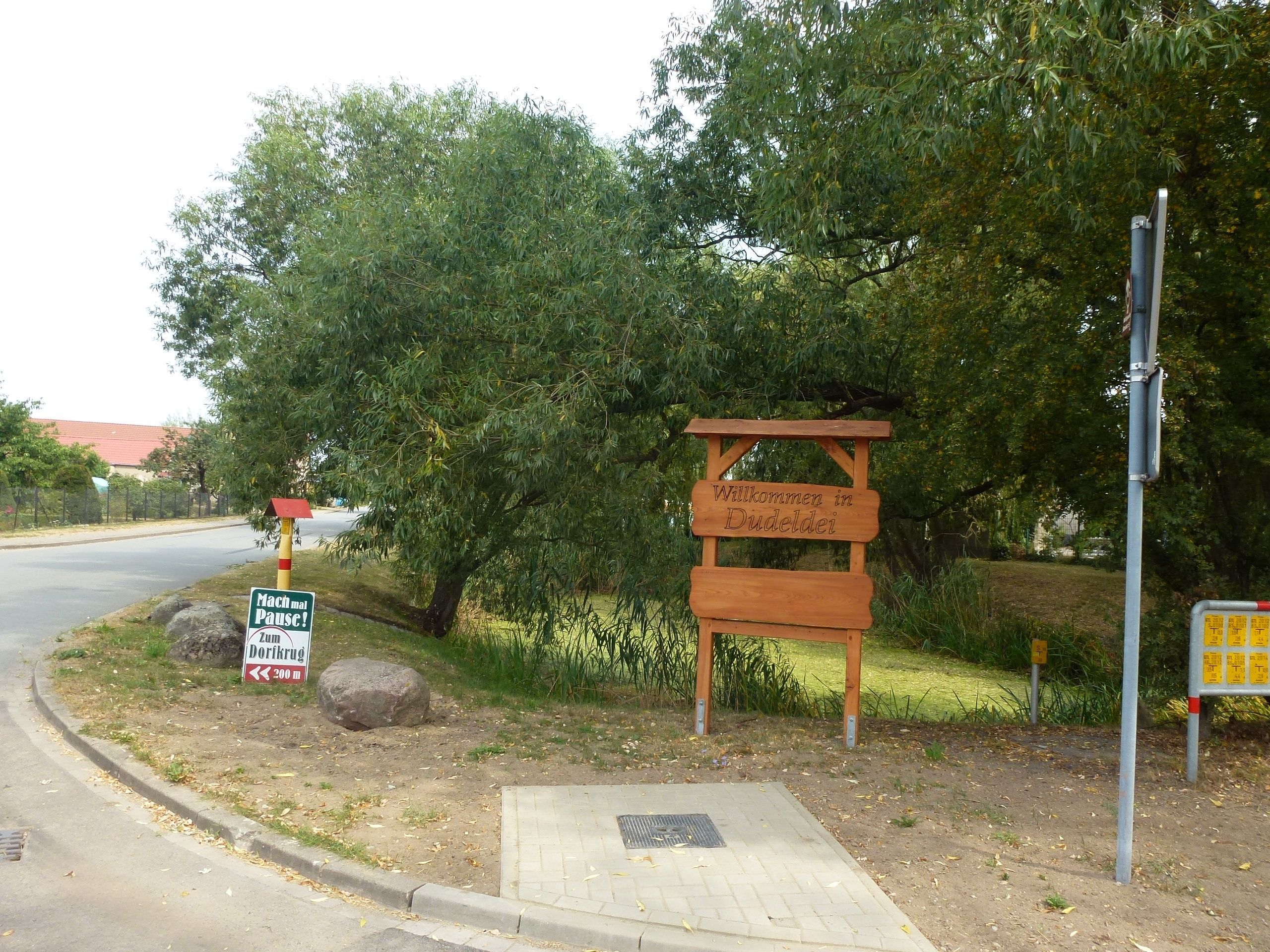
Vijver aan de oostkant van het dorp